# Prince of Persia: The Sands of Time (film)
Prince of Persia: The Sands of Time američki je akcijski film iz 2010. godine koji je režirao Mike Newell. Film su napisali Jordan Mechner, Boaz Yakin, Doug Miro i Carlo Bernard, producent Jerry Bruckheimer, a Walt Disney Pictures objavio 28. svibnja 2010. U filmu glume Jake Gyllenhaal kao princ Dastan, Gemma Arterton kao princeza Tamina, Ben Kingsley kao Nizam, Toby Kebbell kao Garsiv i Alfred Molina kao Sheik Amar. Film je adaptacija istoimene videoigre koju je razvio i objavio Ubisoft. Uključeni su i elementi iz Warrior Within i The Two Thrones, dva druga naslova iz trilogije Sands of Time franšize o videoigrama Prince of Persia.
Film je premijerno prikazan u Londonu 5. svibnja 2010., a službeno je objavljen 28. svibnja 2010. u Sjedinjenim Državama. Dobio je mješovite kritike kritičara, koji su dijelili konsenzus da je film poboljšanje u odnosu na prethodne adaptacije videoigara i pohvalili partituru, akcijske scene, humor i glumačke performanse (posebno one Gyllenhaala, Kingsleyja, Artertona i Moline), dok je pokazivao negativnu pažnju prema scenariju, bijeljenju glumačke ekipe i odlasku od izvornog materijala. Zaradio je preko 336 milijuna dolara u odnosu na proizvodni proračun od 150–200 milijuna dolara i bio je film s videoigrama s najvećom zaradom dok ga 2016. nije nadmašio Warcraft.

## Radnja
Dastana, djecak s ulice u Perziji, usvaja kralj Šaraman nakon što je pokazao hrabrost. Petnaest godina kasnije, kraljev brat Nizam prenosi prinčevima - Dastanu, zajedno s kraljevim biološkim sinovima Tusom i Garsivom - dokaze da sveti grad Alamut kova oružje za perzijske neprijatelje. Tus usmjerava perzijsku vojsku da zauzme Alamuta. Dastan i njegovi prijatelji probijaju grad i otvaraju vrata za opsadu. Tijekom napada Dastan pobjeđuje kraljevsku gardu i uzima mu sveti bodež.
Alamut pada Perzijancima, ali princeza Tamina poriče da grad ima bilo kakve kovačnice oružja. Tus traži od nje da se uda za njega kako bi ujedinila dvije nacije, a ona prihvaća tek nakon što je vidjela bodež u Dastanovom posjedu. Na njihovom slavljeničkom banketu, Tus je Dastan dao njihovu ocu vezeni ogrtač. Međutim, ogrtač je otrovan, smrtno gori Šaraman. Garsiv optužuje Dastana za kraljevo ubojstvo, ali Dastan pobjegne s Taminom. Tus je postavljen za kralja i postavljena je nagrada na Dastanovu glavu.
Dok se skriva, Tamina pokušava ubiti Dastana i ukrasti bodež, au borbi Dastan otkriva bodež omogućava vlasniku putovanje u prošlost. Dastan zaključuje da je Tus napao Alamuta po bodež i odlučuje se suočiti s bratom na sprovodu kralja u Avratu. Na putu su njih dvojica zarobljeni od trgovaca-bandita predvođenih šeikom Amarom koji traži novac za nagradu, ali uspijevaju pobjeći. Nakon dolaska u Avrat, Dastan pokušava uvjeriti Nizama u njegovu nevinost. Vidjevši opekline na Nizamovim rukama, Dastan shvaća da je Nizam orkestrirao kraljevo ubojstvo. Nadalje, Nizam je postavio zasjedu za Dastana duž perzijskih ulica, ali nakon sukoba s Garsivom, Dastan bježi. Nizam šalje grupu prikrivenih ratnika, Hassansina, da ubiju Dastana i pronađu bodež.
Tijekom pješčane oluje, Tamina govori Dastanu da su bogovi davno pokrenuli veliku pješčanu oluju da unište čovječanstvo, ali dirnuti su ponudom mlade djevojke da se žrtvuje umjesto čovjeka i zarobili su Pijesak vremena u velikoj pješčanoj čaši. Tamina je najnoviji čuvar bodeža, koji su mladoj djevojci darovali bogovi, a koji može probiti pješčanik i potencijalno uništiti svijet, ali i omogućiti vlasniku bodeža da putuje dalje u prošlost nego što je bodež u pijesku vrijednom jedne minute. Dastan shvaća da Nizam namjerava putovati natrag u djetinjstvo, spriječiti se da spasi Sharamana od napada lava i odrasti da postane kralj Perzije umjesto Sharamana. Amar ponovno zarobljava dvojicu, ali Dastan pomoću bodeža spašava Amarove ljude od napada Hassansina. To uvjerava Amara da ih otprati do svetišta u blizini Hindu Kuša, gdje će Tamina zabrtviti bodež unutar kamena iz kojeg je prvi put došla. U svetištu ih pronalazi Garsiv, kojeg Dastan uvjerava u svoju nevinost, no Hasanovci im postavljaju zasjedu, ubijaju Garsiva i kradu bodež.
Dastanova skupina putuje natrag do Alamuta kako bi iz Nizama izvadila bodež i upozorila Tusa na Nizam. Amarova desna ruka Seso umire uzimajući bodež za Dastana, koji Tusu demonstrira moći bodeža da ga uvjeri u istinu. Nakon toga, Nizam ih prekida, ubija Tusa i vraća bodež natrag. Tamina spašava Dastana od ubijanja i dvojica kreću prema tajnim tunelima ispod grada koji vode do pješčanog stakla. Kad stignu do Nizama, zabode pješčanu čašu i obojicu baci s litice. Tamina se žrtvuje, puštajući Dastanovu ruku i pada u smrt kako bi mu omogućio da se bori protiv Nizama.
Kad Dastan izvadi bodež iz pješčanog stakla, vrijeme se premotava do trenutka kada je pronašao bodež. Dastan pronalazi Tusa i Garsiva i razotkriva Nizamovu izdaju. Nizam pokušava ubiti Dastana, ali ga Tus pokori i ubije. Tus se ispričava Tamini zbog opsade i predlaže da ojača vezu dviju nacija udajom za Dastana. Dastan vraća bodež Tamini kao zaručnički dar i kaže joj da se raduje njihovoj zajedničkoj budućnosti.

## Glumci
- Jake Gyllenhaal kao Dastan
  - William Foster kao Mladi Dastan
- Gemma Arterton kao Tamina, Princess of Alamut
- Ben Kingsley kao Prince Nizam of Persia, King Sharaman's brother
- Toby Kebbell kao Prince Garsiv of Persia
- Alfred Molina kao Sheik Amar
- Richard Coyle kao Prince Tus of Persia
- Ronald Pickup kao King Sharaman, Kralj Perzije i otac Dastanov, Tusov, and Garsivov.
- Reece Ritchie kao Bis, Dastanov prijatelj
- Steve Toussaint kao Seso
- Darwin Shaw kao Asoka
- Gísli Örn Garðarsson kao Vođa Asasina